# 호드리구 다바타
호드리구 바르보자 다바타(Rodrigo Barbosa Tabata, 1980년 11월 19일 ~ )는 호드리구 다바타(Rodrigo Tabata)라는 이름으로 알려져 있는 축구 선수이며 포지션은 미드필더이고, 브라질 출신이다.